# Chanson d'automne
Chanson d'automne ("Herfstlied") is een door Paul Verlaine geschreven gedicht dat in 1866 opgenomen werd in zijn eerste poëziebundel Poèmes saturniens. Het is een van de bekendste gedichten uit de Franse taal geworden. Verlaine maakt in Chanson d'automne gebruik van de symboliek van de herfst om het trieste beeld van het ouder worden te beschrijven. Stilistisch is het gedicht in vele opzichten typisch voor Verlaine. Ook hier speelt hij met klanken en maakt hij gebruik van consonantie en klanknabootsingen.
De eerste twee regels van het gedicht ("Les sanglots longs des violons de l'automne / Blessent mon cœur d'une langueur monotone."), werden door de geallieerden via Radio Londen als code doorgegeven aan het Franse verzet. Zodra de eerste regel van het gedicht was doorgegeven, wist het verzet dat de invasie op korte termijn zou plaatsvinden. De tweede regel gaf aan dat de landing binnen 24 uur zou beginnen.

## Inhoud
In dit gedicht weerspiegelt de herfst door de afbraak en het sterven in de natuur de toestand van melancholie die de dichter in zijn greep heeft. Het is dus zowel een beschrijving van de natuur als van de ziel van de dichter. Hij mijmert over het verleden en wat hij verloren heeft. Die herinneringen betekenen voor hem ook een vlucht uit de tijd. In de laatste regels van het gedicht legt hij er zich bij neer dat hij niet meer is dan een dood blad dat meegevoerd wordt met de wind. Hij voelt zich een speelbal van het lot in een hem vijandig gezinde wereld.

## Verwijzingen

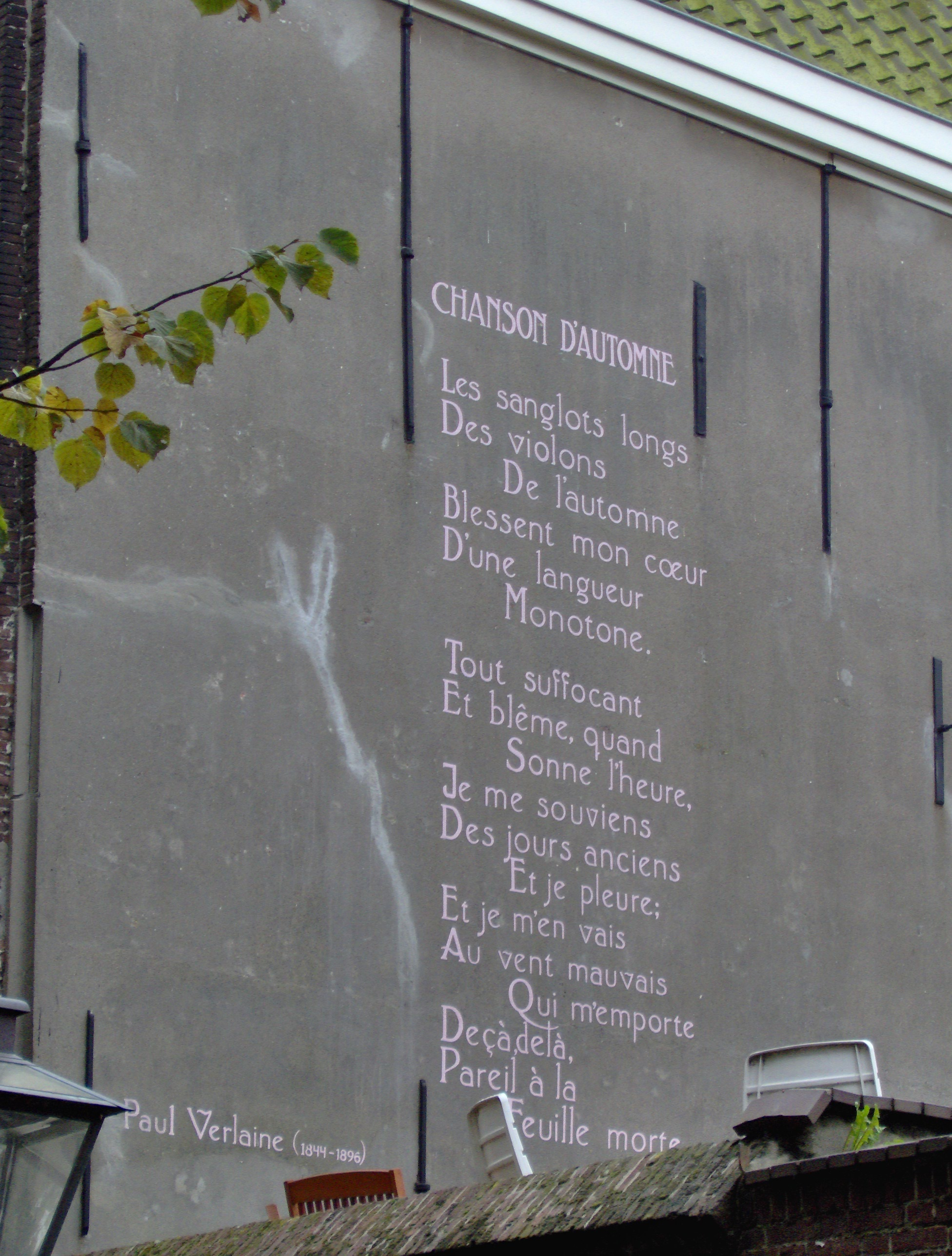
Chanson d'automne

- Serge Gainsbourg verwijst meerdere malen naar dit gedicht in zijn lied Je suis venu te dire que je m'en vais ("comme dit si bien Verlaine 'au vent mauvais'", enz.)
- De Franse zanger Boby Lapointe zegt in het nummer Monsieur l'agent: "Au violon mes sanglots longs / Bercent ma peine / J'ai reçu des coups près du colon / J'ai mal vers l'aine!"
- Charles Trenet bracht ook een nummer uit, waarvan de tekst gebaseerd was op Chanson d'automne - hij zegt hierin wel "bercent mon cœur".
- Georges Brassens voegde aan Trenets versie de oorspronkelijke strofe toe. Hetzelfde deed Léo Ferré bij zijn aanpassing van hetzelfde gedicht in het lied Verlaine et Rimbaud.
- Simone van der Vlugt maakt het gedicht tot titel van haar roman uit 2009: Herftstlied. Haar hoofdpersoon Nadine van Mourik komt het tegen tijdens een wandelingen langs muurgedichten aan het Leidse Pieterskerkhof. Zij gebruikt een andere vertaling in haar boek.[2]
- Louis Vierne, klassiek musicus (organist van de kathedraal Notre-Dame-de-Paris) en componist, vervaardigde van het gedicht een lied  voor zangstem en piano dat vanwege zijn sombere textuur wel met 'double Verlaine' werd omschreven.
- De Nederlandse componist Alphons Diepenbrock componeerde in 1897 een versie van dit lied voor vierstemming vocaal kwartet of koor.[3]
- Frankrijk sloeg in 2014 ter gelegenheid van de 70e verjaardag van D-day een speciale 2 euromunt. Op de afbeelding zijn in de golven van de zee de eerste twee regels van dit gedicht geslagen.